# Sijiazi (Aohan-Banner)
Sijiazi (四家子镇) ist eine Großgemeinde im Aohan-Banner der Stadt Chifeng im Autonomen Gebiet Innere Mongolei der Volksrepublik China.
Etwa 1 km nördlich des Orts wurde eine Anlage in Form eines Stufenkegels gefunden, auf der sich Gräber befanden. Sie werden der Hongshan-Kultur zugerechnet.